# Donacija
Donacija (od lat. donatio - darovanje, dar), novac, oprema, umjetnine ili druga vrijednost što se s dobrotvornim ciljem daruje zakladi, grupi, instituciji ili pojedincu. Pojam 'donacija' označava i čin darovanja, i same predmete i vrijednosti koji su ustupljeni bez naknade.
Donatori su često tvrtke, pojedinci i zaklade. Mnoge donacije su socijalno motivirane, ili se putem njih nastoji poboljšati javne sfere koje su važne za čitavu zajednicu. Primjeri za ovo drugo su donacije bolnicama, školama, kulturnim ustanovama, programima rada s djecom i mladima, inicijativama za poboljšanje kvalitete života, sportskim udrugama i sl. Donacije političkim strankama se temelje na svjetonazoru i vrijednostima koje donator želi poticati u javnom i političkom prostoru. Doniranje organa je motivirano težnjom pojedinca da pomogne očuvati zdravlje i život drugih ljudi.
Kod značajnijih darovanja umjetnina, često će biti istaknuto ime dobročinitelja. Primjeri su Mimarina zbirka u Zagrebu i Zbirka Peggy Guggenheim u Veneciji. Donacije se nastoji poticati zakonskim propisima i društvenim počastima. U nekim zemljama donacije su oslobođene poreznih davanja.